# 藤原重尹
藤原 重尹（ふじわら の しげただ）は、平安時代中期の公卿。藤原南家巨勢麻呂流、大納言・藤原懐忠の五男。官位は従二位・権中納言。

## 経歴
一条朝の長徳5年（999年）正月に従五位下・侍従に叙任され、閏3月に右兵衛佐に任ぜられる。
長保3年（1001年）左近衛権少将に遷ると、寛弘6年（1009年）右近衛中将、寛弘9年（1012年）左近衛権中将、寛仁4年（1020年）左近衛中将と、一条・三条・後一条の三朝20年以上に亘って近衛次将を務め、この間に長保5年（1003年）従五位上、寛弘4年（1007年）正五位下、寛弘6年（1009年）従四位下、長和2年（1013年）従四位上、寛仁2年（1018年）正四位下と昇進を続けた。
治安3年（1023年）右大弁として弁官に転じると、万寿3年（1026年）蔵人頭（頭弁）を経て、長元2年（1029年）参議兼左大弁に任ぜられ公卿に列した。
議政官の傍らで、左大弁・勘解由長官・修理大夫を兼帯し、長元5年（1032年）従三位に叙せられる。後朱雀朝の長暦2年（1038年）正月に正三位に昇叙されると、6月には上﨟の参議4名（藤原兼頼・源隆国・藤原公成・藤原兼経）を超えて・権中納言に昇任された。長久3年（1042年）権中納言を辞し、従二位・大宰権帥に叙任されて九州へ下向する。しかし、寛徳3年（1046年）大宰府の官人や九州各国の国司から訴えられて大宰権帥を罷免された。
永承6年（1051年）3月7日中風により薨去。享年68。最終官位は前権中納言従二位。

## 官歴
『公卿補任』による。
- 長徳5年（999年） 正月7日：従五位下（氏爵、南家）。正月：侍従。閏3月：右兵衛佐
- 長保3年（1001年） 3月：左近衛権少将
- 長保4年（1002年） 正月：2月30日：兼伊予介
- 長保5年（1003年） 正月6日：従五位上（少将労）
- 寛弘4年（1007年） 正月5日：正五位下（少将労）
- 寛弘6年（1009年） 正月7日：従四位下（少将労）。3月4日：右近衛中将（父懐忠辞大納言申任）
- 寛弘9年（1012年） 8月11日：左近衛権中将
- 長和2年（1013年） 12月19日：従四位上（八幡賀茂行幸行事賞）
- 寛仁2年（1018年） 7月11日：正四位下（臨時、格勤）
- 寛仁4年（1020年） 11月29日：左近衛中将
- 治安元年（1021年） 6月27日：兼皇太后宮権亮（皇太后・藤原妍子）
- 治安2年（1022年） 9月23日：兼播磨権守
- 治安3年（1023年） 12月15日：右大弁、亮如元
- 万寿3年（1026年） 10月29日：蔵人頭
- 万寿4年（1027年） 正月28日：兼備後権守
- 長元2年（1029年） 正月24日：参議、左大弁。3月11日：兼勘解由長官
- 長元4年（1031年） 6月27日：兼修理大夫
- 長元5年（1032年） 正月6日：従三位（臨時）
- 長元6年（1033年） 正月29日：兼周防権守
- 長暦2年（1038年） 正月5日：正三位。6月27日：権中納言（超4人）
- 長久2年（1041年） 4月7日：兼兵部卿
- 長久3年（1042年） 正月29日：大宰権帥、辞権中納言。7月3日：従二位（赴任日）
- 寛徳3年（1046年） 2月26日：辞権帥（依府官並九国司等愁停任之）
- 永承6年（1051年） 3月7日：薨去（前権中納言従二位）

## 系譜
『尊卑分脈』による。
- 父：藤原懐忠
- 母：藤原尹忠娘
- 妻：不詳
- 養子女
  - 養子：藤原公経（?-1099） - 実は藤原成尹の子
  - 男子：藤原成経（?-1094） - 実は藤原成尹の子